# 派拉蒙-朗梅多 (馬里蘭州)
派拉蒙-朗梅多（英語：Paramount-Long Meadow）是位於美國馬里蘭州華盛頓縣的一個普查規定居民點。

## 人口
根據2020年美國人口普查的數據，派拉蒙-朗梅多的面積為5.65平方千米，當中陸地面積為5.65平方千米，而水域面積為0.00平方千米。當地共有人口2658人，而人口密度為每平方千米470.44人。